# Edgar Puusepp
Edgar Puusepp (ur. 11 września 1911 wTallinnie, zm. 19 grudnia 1982 tamże) – estoński zapaśnik walczący w stylu klasycznym. Olimpijczyk z Berlina 1936, gdzie zajął czwarte miejsce w wadze półśredniej.
Wicemistrz Europy w 1939 roku.

## Letnie Igrzyska Olimpijskie 1936
| Konkurencja | Rundy eliminacyjne    | Rundy eliminacyjne   | Rundy eliminacyjne  | Rundy eliminacyjne      | Klas. końcowa |
| Konkurencja | Przeciwnik I          | Przeciwnik II        | Przeciwnik III      | Przeciwnik IV           | Miejsce       |
| ----------- | --------------------- | -------------------- | ------------------- | ----------------------- | ------------- |
| 72 kg       | Fritz Schäfer (GER) P | Gyula Vincze (HUN) Z | Jean de Feu (BEL) Z | Rudolf Svedberg (SWE) P | 4.            |